# Montastruc-de-Salies
Montastruc-de-Salies är en kommun i departementet Haute-Garonne i regionen Occitanien i södra Frankrike. Kommunen ligger i kantonen Salies-du-Salat som tillhör arrondissementet Saint-Gaudens. År 2022 hade Montastruc-de-Salies 306 invånare.

## Befolkningsutveckling
Antalet invånare i kommunen Montastruc-de-Salies
Referens:INSEE